# Magga Skjalmsdatter Hvide
Magga Skjalmsdatter Hvide (también Margrethe fallecida c. 1160) fue la hija mayor del caudillo danés Skjalm Hvide. Aparece citada en la cronología de Lund (Lundenekrologiet) como monja del monasterio de Roskilde, cuando ingresó a edad avanzada tras enviudar. Donó al monasterio su parte de la herencia de Haverup Ore, que probablemente fue heredada de su padre. Lundenekrologiet la menciona como «Margarita llamada Magga», fallecida el 30 de junio.